# Lenins Weg
Lenins Weg war eine deutschsprachige kommunistische Zeitung in Baku,  die ab 1932 erschien. Sie war ein Presseorgan des Zentralkomitees der Aserbaidschanischen SSR und richtete sich primär an die dort ansässigen Kaukasiendeutschen.
Die Auflage betrug 1936 etwa 3000 Exemplare, die Redaktion befand sich zunächst in der deutschen Kolonie Helenendorf, ab 1936 dann in Baku. Das Erscheinen wurde vermutlich noch in den 1930er-Jahren eingestellt.
Der russlanddeutsche Schriftsteller Franz Bach arbeitete zeitweise für das Blatt.